# Nombre de Strouhal
El nombre de Strouhal (St) és un nombre adimensional que, en mecànica de fluids, relaciona l'oscil·lació d'un cabal hidràulic amb la seva velocitat mitjana. Analíticament s'expressa com a:
{\displaystyle St={\frac {\omega L}{U}}\,}
on U és la velocitat del flux. L és una longitud característica i ω és la freqüència angular del flux.
Sorgeix de processos en què un flux es veu interromput per un objecte sòlid, de forma que, com que el fluid no és totalment capaç de rodejar-lo, la capa límit se separa d'aquest amb una estela de forma freqüencial.
És fonamental considerar-lo de cara a la construcció d'edificis i estructures, ja que de no fer-ho, podria passar com en el cas del pont de Tacoma Narrows, en què l'estructura va entrar en ressonància mecànica amb el vent, el cabal del riu, etc., i el pont va col·lapsar.